# Golgi-készülék

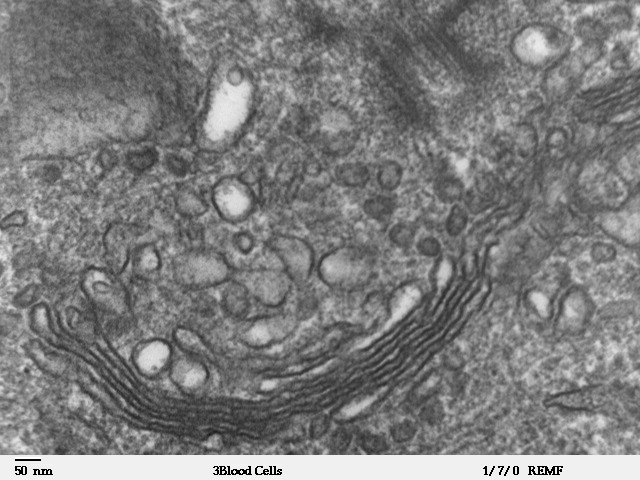
A Golgi-készülék transzmissziós elektronmikroszkópos felvétele (jobbra fent a sejtközpont két része is látható)

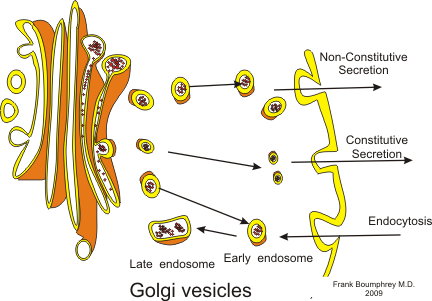
A Golgi-készülék szerkezete és működése

A Golgi-készülék egy a citoplazmában elhelyezkedő bonyolult membránrendszer. A Golgi-készülék válogatja szét a fehérjéket, és juttatja őket célhelyükre. 1898-ban Camillo Golgi olasz orvos és citológus írta le. 2009-ben  Robert Linhardtnak és a Rensselaer Polytechnic Institute vegyészeinek egy miniatűr chip segítségével sikerült mesterséges Golgi-készülék-modellt előállítania. 

## Felépítése
Központi részét egymással párhuzamosan elhelyezkedő, lapos és tálszerű, üreges Golgi-ciszterna képezi, széleiken kis membránhólyagok válnak le. Állati sejtekben fejlett, növényi sejtekben gyakran csak a központi rész alakul ki. A hólyagocskák falát vékony membrán képezi (6-7 nm), ezek szállítják a fehérjéket a durva felszínű endoplazmatikus retikulum és a Golgi-készülék között. A Golgi-készülék membránja elég vastag, néhány sejtben elérhetik a sejthártya vastagságát is (10-12 nm).
A Golgi-készülék sejtmaghoz közelebbi része a cisz rész, távolabbi a transz rész. Ennek megfelelően beszélhetünk cisz-ciszternáról, illetve transz-ciszternáról is.

## Működése
Működésére két elmélet van.

## Szerepe
A Golgi-készülék feladata igen sokrétű. Üregeiben történik a durva felszínű endoplazmatikus retikulumban (DER) termelt fehérjék szerkezeti módosítása és itt szintetizálódnak különböző poliszacharidok (növényeknél pektin, állatoknál kitin).